# Igrejas Reformadas Unidas em Myanmar
As Igrejas Reformadas Unidas em Myanmar (em inglês: United Reformed Churches in Myanmar ) formam uma denominação reformada continental, confessional e calvinista em Myanmar, fundada em 1995, por igrejas que se separaram das Igrejas Evangélicas Livres de Myanmar, sob liderança do Rev. Moses Ngunhlei Thang.

## História
Em outubro de 1993, um grupo de igrejas se separou da das Igrejas Evangélicas Livres de Myanmar. Em 1995, sob liderança do Rev. Moses Ngunhlei Thang, estas igrejas se reuniram e formaram as Igrejas Reformadas Unidas em Myanmar.
A denominação contou com o apoio missionário das Igrejas Evangélicas Reformadas de Cingapura, uma denominação por sua vez apoiada pelas Igrejas Protestantes Reformadas na América.
A partir do seu crescimento, em 2005, a denominação era formada por 35 igrejas e cerca de 2.000 membros.

## Doutrina
A denominação subscreve as Três Formas da Unidade (Confissão Belga, Catecismo de Heidelberg e Cânones de Dort) e a Confissão de Fé de Westminster. Além disso, não permite a ordenação de mulheres.

## Relações intereclesiásticas
A denominação já foi membro da Fraternidade Reformada Mundial e participou da fundação da Fraternidade das Igrejas Presbiterianas e Reformadas em Myanmar.
Em 2005, a denominação se candidatou como membro da Conferência Internacional das Igrejas Reformadas, com o paio da Igreja Livre da Escócia, mas não foi aceita como membro. Além disso, tentou estabelecer relacionamento eclesiástico com as Igrejas Reformadas Canadenses e Americanas, Igrejas Reformadas Liberadas, Igrejas Reformadas da Nova Zelândia e Igrejas Reformadas Unidas na América do Norte. Todavia, nenhuma das denominações aceitou o relacionamento.